# Mabon (motorfiets)
Mabon is een historisch merk van motorfietsen.
De bedrijfsnaam was Mabon & Co., Londen.
Dit was een Engels merk dat van 1904 tot 1910 MMC-, Fafnir- en eigen motoren in versterkte fietsframes monteerde.
Het gebruik van inbouwmotoren was in het Verenigd Koninkrijk nog zeer gebruikelijk in die tijd. De eigen industrie stond nog in de kinderschoenen en werd bovendien niet geholpen door de strenge wetgeving. MMC (Motor Manufacturing Company) uit Brighton (later Coventry) was een zeer populaire producent van inbouwmotoren, die dan ook door tientallen merken werden gebruikt. Deze inbouwmotoren waren in licentie geproduceerde exemplaren van De Dion-Bouton en Léon Bollée, en dat waren weer pioniers op het gebied van verbrandingsmotoren die hun producten in Franse wedstrijden hadden doorontwikkeld, waardoor ze een zeer goede naam hadden opgebouwd.
Met name in Europa werden in die tijd nog weinig speciale frames voor motorfietsen ontwikkeld. Het gebruik van verstevigde fietsframes was dan ook algemeen, tot de motoren te sterk werden voor deze frames. 